# SN 1992ak
SN 1992ak – supernowa odkryta 9 stycznia 1992 roku w galaktyce UGC 3862. W momencie odkrycia miała maksymalną jasność 16,00m.